# 阿尔卡纳德雷
阿尔卡纳德雷，是西班牙拉里奥哈自治区的一个市镇。总面积31平方公里，总人口795人（2001年），人口密度26人/平方公里。